# 全日本ビーチバレーボール女子選手権大会

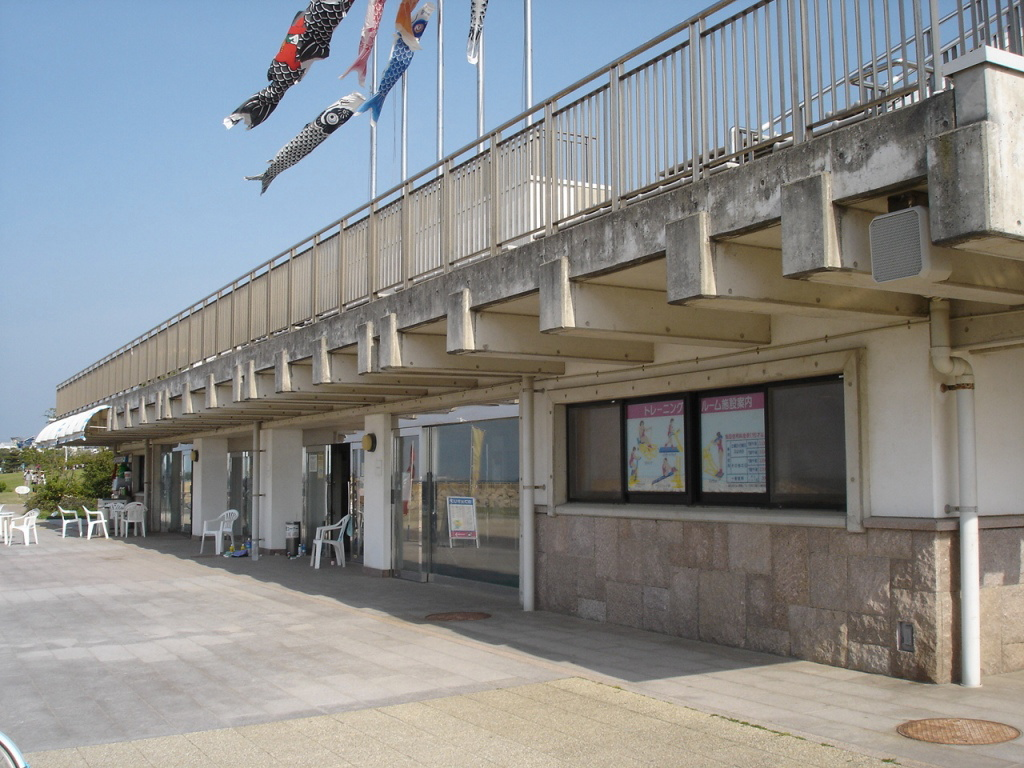
会場となる潮騒ビバレー

全日本ビーチバレーボール女子選手権大会（ぜんにほんビーチバレーボールじょしせんしゅけんたいかい）は、女子ビーチバレーの大会。通称「ビーチバレージャパンレディース」。1990年より毎年、大阪府泉南郡岬町で開催される女子ビーチバレー最高峰の大会。1997年からはせんなん里海公園内の潮騒ビバレーで開催されている。2013年までは全日本ビーチバレー女子選手権大会。
主催は日本バレーボール協会、日本ビーチバレーボール連盟。
なお、開催時期は年によって変わる。

## 参加資格
※第22回（2011年）大会
1. 都道府県代表 47
2. 開催地（大阪府）枠 1
3. JBV推薦 6
4. 高校推薦 2
5. 大学推薦 2
6. 実行委員会推薦 2

## 歴代優勝/準優勝者
| 回 | 年度 | 優勝                           | 準優勝                        | 備考                       |
| -- | ---- | ------------------------------ | ----------------------------- | -------------------------- |
| 1  | 1990 | 木藤睦 / 金子千亜紀 / 中尾美樹 | 馬場文 / 勝野麻理子/ 永井真弓 | 3人制                      |
| 2  | 1991 | 三田村則子 / 塩田かおり        | 勝野麻理子 / 永井真弓         | 2人制になる                |
| 3  | 1992 | 桐野江涼子 / 佐伯美香          | 中島和美 / 神田貴己江         |                            |
| 4  | 1993 | 桐野江涼子 / 橋本真弥          | 勝田並 / 名取知恵             |                            |
| 5  | 1994 | 佐伯美香 / 木村久美            | 橋本由紀子 / 南井順子         |                            |
| 6  | 1995 | 橋本由紀子 / 南井順子          | 勝田並 / 坂本清美             |                            |
| 7  | 1996 | 高橋有紀子 / 石坂有紀子        | 橋本真弥 / 衣笠恵理           |                            |
| 8  | 1997 | 中野照子 / 橋本真弥            | 衣笠恵理 / 浮ヶ谷知子         | 同年より潮騒ビバレーで開催 |
| 9  | 1998 | 徳野涼子 / 楠原千秋            | 土屋かおり / 中野照子         |                            |
| 10 | 1999 | 中村則子 / 浮ヶ谷知子          | 鳥居千穂 / 衣笠恵理           |                            |
| 11 | 2000 | 小松奈津子 / 相良幸子          | 青木美沙衣 / 中井絵利         |                            |
| 12 | 2001 | 高橋有紀子 / 石坂有紀子        | 中村則子 / 瀬川智子           |                            |
| 13 | 2002 | 小松奈津子 / 山川美咲          | 井上綾子 / 小田壽子           |                            |
| 14 | 2003 | 真壁純子 / 真壁美穂            | 井上綾子 / 小田壽子           |                            |
| 15 | 2004 | 田中姿子 / 真壁美穂            | 井上綾子 / 小泉栄子           |                            |
| 16 | 2005 | 井上綾子 / 中林優子            | 由比初美 / 小栗恵美           |                            |
| 17 | 2006 | 小泉栄子 / 田中姿子            | 浦田聖子 / 楠原千秋           |                            |
| 18 | 2007 | 浦田聖子 / 鈴木洋美            | 小栗幸恵 / 真壁美穂           |                            |
| 19 | 2008 | 浅尾美和 / 西堀健実            | 田中姿子 / 小泉栄子           |                            |
| 20 | 2009 | 田中姿子 / 鈴木洋美            | 楠原千秋 / 浦田聖子           |                            |
| 21 | 2010 | 尾崎睦 / 金田洋世              | 楠原千秋 / 三木庸子           |                            |
| 22 | 2011 | 田中姿子 / 溝江明香            | 金田洋世 / 村上めぐみ         |                            |
| 23 | 2012 | 田中姿子 / 溝江明香            | 金田洋世 / 村上めぐみ         |                            |
| 24 | 2013 | 西堀健実 / 溝江明香            | 草野歩 / 尾崎睦               |                            |
| 25 | 2014 | 西堀健実 / 溝江明香            | 村上めぐみ / 幅口絵里香       |                            |
| 26 | 2015 | 田中姿子 / 草野歩              | 長谷川暁子 / 永田唯           |                            |
| 27 | 2016 | 石井美樹 / 村上めぐみ          | 草野歩 / 永田唯               |                            |
| 28 | 2017 | 西堀健実 / 草野歩              | 長谷川暁子 / 二見梓           |                            |
| 29 | 2018 | 西堀健実 / 草野歩              | 永田唯 / 熊田美愛             |                            |
| 30 | 2019 | 長谷川暁子 / 二見梓            | 西堀健実 / 草野歩             |                            |
| 31 | 2020 | 大会中止                       | 大会中止                      | 大会中止                   |
| 32 | 2021 | 大会中止                       | 大会中止                      | 大会中止                   |
| 33 | 2022 | 長谷川暁子 / 坂口由里香        | 柴麻美 / 西堀健実             | -                          |
| 34 | 2023 | 松本恋 / 松本穏                | 伊藤桜 / 野口彩陽             |                            |
| 35 | 2024 | 畑辺千代 / 柴麻美              | 金田洋世 / 樫原美陽           |                            |

## 放送
関西地区のJ:COM各局で放送される。
2010年大会はGAORAで全国放送された。
第34回大会（2023年）は本戦のうちAコートの試合がJVA公式YouTubeチャンネルにて生配信された。